# Тютюнник, Григорий Михайлович
Григо́рий Миха́йлович Тютю́нник (укр. Григо́рій Миха́йлович Тютю́нник; 23 апреля 1920 — 29 августа 1961) — советский украинский писатель, поэт и прозаик.

## Биография
Родился 23 апреля 1920 года в селе Шиловка (ныне Зеньковского района Полтавской области Украины).
С 1938 года — студент Харьковского университета, обучение в котором прервала Великая Отечественная война. Военное лихолетье навсегда осталось в памяти и сознании писателя, до последних дней жизни напоминало о себе осколком в сердце. В 1946 году он окончил Харьковский государственный университет. В послевоенные годы был на преподавательской работе, работал сотрудником львовского журнала «Жовтень», вёл активную и напряжённую литературную деятельность.
Творческое наследие художника составляют сборник рассказов «Звёздные границы» (1950, повесть «Тучка солнца не закроет» (1957). Уже после смерти писателя увидел свет сборник стихов военного времени «Журавлиные ключи» (1963).
Роман Григория Тютюнника «Водоворот» занимает особое место как в творчестве прозаика, так и в истории украинской литературы. Его появление стало настоящим событием в литературной жизни Советской Украины.
Г. Тютюннику удалось создать широкое эпическое полотно, густонаселённое различными персонажами, в рамках которого затрагивались как остро-актуальные, так и вечные проблемы человеческого бытия. Автор отказался от утверждаемой десятилетиями практики схематизированного, одномерного изображения человека, зато представил своих героев, прежде всего, индивидуально неповторимыми личностями.
Умер Григорий Тютюнник 29 августа 1961 года во Львове. Похоронен на Лычаковском кладбище.

### История с именем
Другой писатель — Тютюнник, Григор Михайлович (1931—1980), приходится ему младшим братом по отцу.
Братья Григорий и Григор Тютюнники получили одно и то же имя Григорий по случайному стечению обстоятельств. Григория в действительности хотели назвать Георгием («Їго́р» — Егор, Георгий). Записывать ребёнка отправили деда по матери, который, по дороге в сельсовет, изрядно выпил за здоровье новорождённого. Когда же он попал в сельсовет, то перепутал имя и записал внука Григорием. О дедушкиной выходке узнали, когда Игорю-Григорию было уже лет пятнадцать, — на то время у Михаила Тютюнника в новой семье уже подрастал второй сын, по иронии судьбы, тоже Григорий. Впоследствии, чтобы отличать братьев, младшего стали звать Григором.

## Награды
- орден «Знак Почёта» (24.11.1960)
- В 1963 году роман «Водоворот»[укр.] был посмертно удостоен Республиканской премии имени Т. Г. Шевченко[6].

## Произведения
- Водоворот (роман)[укр.];
- Журавлиные ключи (сборник стихов);
- Звёздные границы (сборник рассказов);
- Тучка солнца не закроет (повесть).

### В кинематографе
- В 1983 году украинский режиссёр С. С. Клименко снял по роману художественный фильм «Водоворот».